# Linia wysokiego napięcia Zhoushan
Linia wysokiego napięcia Zhoushan – napowietrzna linia wysokiego napięcia (220 kV) łącząca chiński archipelag Zhoushan z Chinami kontynentalnymi.

## Charakterystyka
Linia pomiędzy wyspami Damao i Liangmao składa się z przewodów o długości 2,7 km każdy. Są one rozciągnięte pomiędzy dwiema konstrukcjami wsporczymi, które mierzą po 370 m. Są one najwyższymi konstrukcjami tego typu na świecie. Ich wznoszenie zakończono w 2009 roku. Wykonano je w całości ze stali. Każda z nich waży 5999 ton.